# Marlo Kratzke
Marlo Kratzke (* 30. Januar 1992 in Hannover) ist ein deutscher Kommunalpolitiker der SPD und Bürgermeister der Stadt Ronnenberg in der Region Hannover.

## Werdegang
Geboren und aufgewachsen ist Marlo Kratzke in Weetzen. Er besuchte die Marie-Curie-Schule im Gymnasialzweig. 2011 absolvierte er seine Abiturprüfung an der Schule. Kratzke studierte Wirtschaftspsychologie an der FOM – Hochschule für Oekonomie und Management in Hannover. 2016 erwarb er den Master of Science in Wirtschaftspsychologie. Nach dem Studium arbeitete Kratzke als Referent bei der IG Bergbau, Chemie, Energie.

## Politik
Seit 2010 ist Marlo Kratzke Mitglied in der SPD. Er war unter anderem Vorsitzender des SPD-Ortsvereins in Hannover-Ricklingen und stellvertretender Fraktionsvorsitzender im Bezirksrat. 2017 bis 2018 arbeitete er als Referent für Organisation und Veranstaltungen beim SPD-Landesverband Niedersachsen. Seit 2019 ist er Vorsitzender des Beirats der SPD-Region Hannover. Bei den Kommunalwahlen in Niedersachsen wurde Kratzke am 26. September 2021 zum Bürgermeister von Ronnenberg gewählt. Er setzte sich dabei in einer Stichwahl mit 56,86 Prozent gegen die bisherige Amtsinhaberin Stephanie Harms (CDU) durch.

## Persönliches
Kratzke ist verheiratet und Vater zwei Kinder. Er nahm nach der Geburt seines zweiten Kindes als erster Verwaltungschef der Stadt Ronnenberg Elternzeit in Anspruch.